# Liste des députés de la dixième législature du Landtag de Bade-Wurtemberg
Les députés de la dixième législature du Landtag de Bade-Wurtemberg sont les députés du Landtag de Bade-Wurtemberg élus lors des élections régionales de 1988 en Bade-Wurtemberg pour la période 1988-1992.

## Liste des députés
| Député                     | Groupe parlementaire | Circonscription              | Mandat                          | Remarques                                                             |
| -------------------------- | -------------------- | ---------------------------- | ------------------------------- | --------------------------------------------------------------------- |
| Hans Albrecht              | FDP/DVP              | 44 Enz                       | Zweitmandat                     |                                                                       |
| Ernst Arnegger             | CDU                  | 67 Bodensee                  | Direktmandat                    |                                                                       |
| Werner Baumhauer           | CDU                  | 24 Heidenheim                | Direktmandat                    |                                                                       |
| Wolfgang Bebber            | SPD                  | 19 Eppingen                  | Zweitmandat                     |                                                                       |
| Hans Beerstecher           | SPD                  | 12 Ludwigsburg               | Zweitmandat                     |                                                                       |
| Birgitt Bender             | GRÜNE                | 01 Stuttgart I               | Zweitmandat                     |                                                                       |
| Frieder Birzele            | SPD                  | 10 Göppingen                 | Zweitmandat                     |                                                                       |
| Gerhard Bloemecke          | CDU                  | 37 Mannheim III              | Direktmandat                    |                                                                       |
| Rainer Brechtken           | SPD                  | 15 Waiblingen                | Zweitmandat                     |                                                                       |
| Ulrich Brinkmann           | SPD                  | 48 Breisgau                  | Zweitmandat                     |                                                                       |
| Liselotte Bühler           | SPD                  | 04 Stuttgart IV              | Zweitmandat                     |                                                                       |
| Reinhard Bütikofer         | GRÜNE                | 34 Heidelberg                | Zweitmandat                     |                                                                       |
| Walter Caroli              | SPD                  | 50 Lahr                      | Zweitmandat                     |                                                                       |
| Wolfgang Daffinger         | SPD                  | 39 Weinheim                  | Zweitmandat                     |                                                                       |
| Rudolf Decker              | CDU                  | 06 Leonberg                  | Direktmandat                    |                                                                       |
| Walter Döring              | FDP/DVP              | 22 Schwäbisch Hall           | Zweitmandat                     |                                                                       |
| Josef Dreier               | CDU                  | 68 Wangen                    | Direktmandat                    |                                                                       |
| Wolfgang Drexler           | SPD                  | 07 Esslingen                 | Zweitmandat                     |                                                                       |
| Jürgen Eisele              | CDU                  | 31 Ettlingen                 | Direktmandat                    |                                                                       |
| Heinz Eyrich               | CDU                  | 58 Lörrach                   | Direktmandat                    |                                                                       |
| Gundolf Fleischer          | CDU                  | 48 Breisgau                  | Direktmandat                    |                                                                       |
| Alfred Geisel              | SPD                  | 26 Aalen                     | Zweitmandat                     |                                                                       |
| Rosemarie Glaser           | GRÜNE                | 47 Freiburg II               | Zweitmandat                     |                                                                       |
| Karl Göbel                 | CDU                  | 64 Ulm                       | Direktmandat                    |                                                                       |
| Helmut Göschel             | SPD                  | 41 Sinsheim                  | Zweitmandat                     |                                                                       |
| Heinz Goll                 | SPD                  | 32 Rastatt                   | Zweitmandat                     |                                                                       |
| Ulrich Goll                | FDP/DVP              | 67 Bodensee                  | Zweitmandat                     |                                                                       |
| Friedrich Haag             | FDP/DVP              | 02 Stuttgart II              | Zweitmandat                     |                                                                       |
| Alfred Haas                | CDU                  | 49 Emmendingen               | Direktmandat                    |                                                                       |
| Heinrich Haasis            | CDU                  | 63 Balingen                  | Direktmandat                    |                                                                       |
| Annemarie Hanke            | CDU                  | 09 Nürtingen                 | Direktmandat                    | décédé le 17 février 1992 (remplacé par Ulrich Stechele)              |
| Heinz Heckmann             | CDU                  | 29 Bruchsal                  | Direktmandat                    |                                                                       |
| Martin Herzog              | CDU                  | 07 Esslingen                 | Direktmandat                    | démissionne le 30 septembre 1989 (remplacé par Christa Vossschulte)   |
| Felix Hodapp               | CDU                  | 52 Kehl                      | Direktmandat                    |                                                                       |
| Fritz Hopmeier             | CDU                  | 08 Kirchheim                 | Direktmandat                    |                                                                       |
| Peter Hund                 | SPD                  | 24 Heidenheim                | Zweitmandat                     |                                                                       |
| Michael Jacobi             | GRÜNE                | 14 Bietigheim-Bissingen      | Zweitmandat                     |                                                                       |
| Ernst Keitel               | CDU                  | 22 Schwäbisch Hall           | Direktmandat                    |                                                                       |
| Bernd Kielburger           | SPD                  | 44 Enz                       | Zweitmandat                     |                                                                       |
| Birgit Kipfer              | SPD                  | 06 Leonberg                  | Zweitmandat                     |                                                                       |
| Eugen Klunzinger           | CDU                  | 05 Böblingen                 | Direktmandat                    |                                                                       |
| Rudolf Köberle             | CDU                  | 69 Ravensburg                | suppléant pour un Direktmandat  | remplace Alfons Maurer le 20 janvier 1990                             |
| Hans Dieter Köder          | SPD                  | 05 Böblingen                 | Zweitmandat                     |                                                                       |
| Winfried Kretschmann       | GRÜNE                | 09 Nürtingen                 | Zweitmandat                     |                                                                       |
| Rolf Kurz                  | CDU                  | 15 Waiblingen                | Direktmandat                    |                                                                       |
| Karl Lang                  | CDU                  | 12 Ludwigsburg               | Direktmandat                    |                                                                       |
| Ulrich Lang                | SPD                  | 22 Schwäbisch Hall           | Zweitmandat                     |                                                                       |
| Hugo Leicht                | CDU                  | 42 Pforzheim                 | Direktmandat                    |                                                                       |
| Manfred List               | CDU                  | 14 Bietigheim-Bissingen      | suppléant pour un Direktmandat  | remplace Lothar Späth le 1er août 1991                                |
| Franz Longin               | CDU                  | 04 Stuttgart IV              | Direktmandat                    |                                                                       |
| Eberhard Lorenz            | SPD                  | 64 Ulm                       | Zweitmandat                     |                                                                       |
| Hans Lorenz                | CDU                  | 39 Weinheim                  | Direktmandat                    |                                                                       |
| Alfons Maurer              | CDU                  | 69 Ravensburg                | Direktmandat                    | démissionne en janvier 1990 (remplacé par Rudolf Köberle)             |
| Ulrich Maurer              | SPD                  | 03 Stuttgart III             | Zweitmandat                     |                                                                       |
| Robert Maus                | CDU                  | 57 Singen                    | Direktmandat                    |                                                                       |
| Paul-Stefan Mauz           | CDU                  | 61 Hechingen-Münsingen       | Direktmandat                    |                                                                       |
| Gerhard Mayer-Vorfelder    | CDU                  | 02 Stuttgart II              | Direktmandat                    |                                                                       |
| Wolfram Meyer              | CDU                  | 28 Karlsruhe II              | Direktmandat                    |                                                                       |
| Walter Mogg                | SPD                  | 61 Hechingen-Münsingen       | Zweitmandat                     |                                                                       |
| Herbert Moser              | SPD                  | 55 Tuttlingen-Donaueschingen | Zweitmandat                     |                                                                       |
| Hermann Mühlbeyer          | CDU                  | 20 Neckarsulm                | Direktmandat                    |                                                                       |
| Helmut Münch               | SPD                  | 36 Mannheim II               | Direktmandat                    |                                                                       |
| Christine Muscheler-Frohne | GRÜNE                | 62 Tübingen                  | Zweitmandat                     |                                                                       |
| Karl Nicola                | SPD                  | 49 Emmendingen               | Zweitmandat                     |                                                                       |
| Ulrich Noller              | GRÜNE                | 44 Enz                       | suppléant pour un Zweitmandat   | remplace Gerd Schwandner le 23 janvier 1992                           |
| Günther Oettinger          | CDU                  | 13 Vaihingen                 | Direktmandat                    |                                                                       |
| Helmut Ohnewald            | CDU                  | 25 Schwäbisch Gmünd          | Direktmandat                    |                                                                       |
| Karl Östreicher            | CDU                  | 21 Hohenlohe                 | Direktmandat                    |                                                                       |
| Guntram Martin Palm        | CDU                  | 16 Schorndorf                | Direktmandat                    | démissionne en 1992 (remplacé par Karl Walter Ziegler)                |
| Manfred Pfaus              | CDU                  | 38 Neckar-Odenwald           | Direktmandat                    |                                                                       |
| Ernst Pfister              | FDP/DVP              | 55 Tuttlingen-Donaueschingen | Zweitmandat                     |                                                                       |
| Dieter Puchta              | SPD                  | 59 Waldshut                  | Zweitmandat                     |                                                                       |
| Johanna Maria Quis         | GRÜNE                | 46 Freiburg I                | Zweitmandat                     | démissionne le 3 juillet 1990 (remplacé par Barbara Schroeren-Borsch) |
| Josef Rebhan               | CDU                  | 53 Rottweil                  | Direktmandat                    |                                                                       |
| Ludger Reddemann           | CDU                  | 46 Freiburg I                | Direktmandat                    |                                                                       |
| Julius Redling             | SPD                  | 54 Villingen-Schwenningen    | Zweitmandat                     |                                                                       |
| Peter Reinelt              | SPD                  | 58 Lörrach                   | Zweitmandat                     |                                                                       |
| Dieter Remppel             | CDU                  | 10 Göppingen                 | Direktmandat                    |                                                                       |
| Friedhelm Repnik           | CDU                  | 62 Tübingen                  | Direktmandat                    |                                                                       |
| Albert Reuter              | CDU                  | 23 Main-Tauber               | Direktmandat                    |                                                                       |
| Jürgen Rochlitz            | GRÜNE                | 39 Weinheim                  | Zweitmandat                     |                                                                       |
| Robert Ruder               | CDU                  | 51 Offenburg                 | Direktmandat                    |                                                                       |
| Barbara Schäfer-Wiegand    | CDU                  | 27 Karlsruhe I               | Direktmandat                    |                                                                       |
| Bernhard Scharf            | FDP/DVP              | 39 Weinheim                  | Zweitmandat                     |                                                                       |
| Thomas Schäuble            | CDU                  | 32 Rastatt                   | Direktmandat                    |                                                                       |
| Hermann Schaufler          | CDU                  | 60 Reutlingen                | Direktmandat                    |                                                                       |
| Winfried Scheuermann       | CDU                  | 44 Enz                       | Direktmandat                    |                                                                       |
| Rezzo Schlauch             | GRÜNE                | 02 Stuttgart II              | Zweitmandat                     |                                                                       |
| Dietmar Schlee             | CDU                  | 70 Sigmaringen               | Direktmandat                    |                                                                       |
| Erich Schneider            | CDU                  | 17 Backnang                  | Direktmandat                    |                                                                       |
| Norbert Schneider          | CDU                  | 45 Freudenstadt              | Direktmandat                    |                                                                       |
| Alfred Schöffler           | SPD                  | 20 Neckarsulm                | Zweitmandat                     |                                                                       |
| Ventur Schöttle            | CDU                  | 65 Ehingen                   | Direktmandat                    |                                                                       |
| Günter Schrempp            | SPD                  | 47 Freiburg II               | Direktmandat                    |                                                                       |
| Barbara Schroeren-Borsch   | GRÜNE                | 46 Freiburg I                | suppléante pour un Zweitmandat  | remplace Johanna Maria Quis le 4 juillet 1990                         |
| Marianne Schultz-Hector    | CDU                  | 03 Stuttgart III             | Direktmandat                    |                                                                       |
| Gerd Schwandner            | GRÜNE                | 44 Enz                       | Zweitmandat                     | démissionne le 21 janvier 1992 (remplacé par Ulrich Noller)           |
| Hermann Seimetz            | CDU                  | 11 Geislingen                | Direktmandat                    |                                                                       |
| Rolf Seltenreich           | SPD                  | 35 Mannheim I                | Direktmandat                    |                                                                       |
| Michael Sieber             | CDU                  | 40 Schwetzingen              | Direktmandat                    |                                                                       |
| Helga Solinger             | SPD                  | 02 Stuttgart II              | Zweitmandat                     |                                                                       |
| Lothar Späth               | CDU                  | 14 Bietigheim-Bissingen      | Direktmandat                    | démissionne le 31 juillet 1991 (remplacé par Manfred List)            |
| Dieter Spöri               | SPD                  | 18 Heilbronn                 | Direktmandat                    |                                                                       |
| Ulrich Stechele            | CDU                  | 18 Heilbronn                 | suppléant pour un Direktmandat  | remplace Annemarie Hanke le 17 février 1992                           |
| Wilfried Steuer            | CDU                  | 66 Biberach                  | Direktmandat                    |                                                                       |
| Dieter Stoltz              | SPD                  | 27 Karlsruhe I               | Zweitmandat                     |                                                                       |
| Peter Straub               | CDU                  | 59 Waldshut                  | Direktmandat                    |                                                                       |
| Roland Ströbele            | CDU                  | 55 Tuttlingen-Donaueschingen | Direktmandat                    |                                                                       |
| Gerd Teßmer                | SPD                  | 38 Neckar-Odenwald           | Zweitmandat                     |                                                                       |
| Erwin Teufel               | CDU                  | 54 Villingen-Schwenningen    | Direktmandat                    |                                                                       |
| Arnold Tölg                | CDU                  | 43 Calw                      | Direktmandat                    |                                                                       |
| Klaus von Trotha           | CDU                  | 56 Konstanz                  | Direktmandat                    |                                                                       |
| Karl Theodor Uhrig         | CDU                  | 50 Lahr                      | Direktmandat                    |                                                                       |
| Brigitte Unger-Soyka       | SPD                  | 34 Heidelberg                | Zweitmandat                     |                                                                       |
| Kurt Vollmer               | FDP/DVP              | 15 Waiblingen                | Zweitmandat                     |                                                                       |
| Eugen Volz                 | CDU                  | 26 Aalen                     | Direktmandat                    |                                                                       |
| Christa Vossschulte        | CDU                  | 07 Esslingen                 | suppléante pour un Direktmandat | remplace Martin Herzog le 2 octobre 1989                              |
| Karl Weber                 | CDU                  | 34 Heidelberg                | Direktmandat                    |                                                                       |
| Gerd Weimer                | SPD                  | 62 Tübingen                  | Zweitmandat                     |                                                                       |
| Karl Weingärtner           | SPD                  | 60 Reutlingen                | Zweitmandat                     |                                                                       |
| Werner Weinmann            | SPD                  | 09 Nürtingen                 | Zweitmandat                     |                                                                       |
| Gerhard Weiser             | CDU                  | 41 Sinsheim                  | Direktmandat                    |                                                                       |
| Ulrich Wendt               | CDU                  | 33 Baden-Baden               | Direktmandat                    |                                                                       |
| Peter Wetter               | CDU                  | 01 Stuttgart I               | Direktmandat                    |                                                                       |
| Karl-Peter Wettstein       | SPD                  | 40 Schwetzingen              | Zweitmandat                     |                                                                       |
| Claus Weyrosta             | SPD                  | 14 Bietigheim-Bissingen      | Zweitmandat                     |                                                                       |
| Franz Wieser               | CDU                  | 30 Bretten                   | Direktmandat                    |                                                                       |
| Brigitte Wimmer            | SPD                  | 28 Karlsruhe II              | Zweitmandat                     |                                                                       |
| Peter Wintruff             | SPD                  | 30 Bretten                   | Zweitmandat                     |                                                                       |
| Norbert Zeller             | SPD                  | 67 Bodensee                  | Zweitmandat                     |                                                                       |
| Karl Walter Ziegler        | CDU                  | 16 Schorndorf                | suppléant pour un Direktmandat  | remplace Guntram Palm en 1992                                         |
| Gerd Zimmermann            | CDU                  | 19 Eppingen                  | Direktmandat                    |                                                                       |